# Beauvilliers (Eure-et-Loir)
Beauvilliers é uma comuna francesa na região administrativa do Centro, no departamento de Eure-et-Loir. Estende-se por uma área de 23,05 km². Em 2010 a comuna tinha 337 habitantes (densidade: 14,6 hab./km²).